# شهرستان استراوا-میستو
ناحیهٔ اوستراوا-تسیتی (به چکی: Ostrava-City District) یک ناحیه در جمهوری چک است که در منطقه موراوی-سیلزی واقع شده‌است. ناحیهٔ اوستراوا-تسیتی ۳۳۱٫۵۳ کیلومتر مربع مساحت و ۳۳۶٬۸۷۴ نفر جمعیت دارد.